# San Carlos, Nicaragua
San Carlos är en kommun (municipio) i Nicaragua med 50 473 invånare. Den ligger i den södra delen av landet i departementet Río San Juan, vid gränsen till Costa Rica. Kommunens centralort San Carlos ligger vid ett gammalt fort där Cocibolcasjön rinner ut i den historiskt sett strategiskt viktiga floden Río San Juan.

## Geografi
San Carlos gränsar till kommunerna San Miguelito och Nueva Guinea i norr, Bluefields och El Castillo i öster, till grannlandet Costa Rica i söder, och till kommunen  Cárdenas och Cocibolcasjön i väster.

## Historia
Kommunen grundades någon gång mellan 1838 och 1854. År 1929 upphöjdes San Carlos till rangen av ciudad (stad).

## Transporter
Från Managua finns det en väg som når San Carlos via Juigalpa. Resan från Managua till San Carlos tar ungefär sex timmar med bil och åtta timmar med buss. Via den nybygda bron Puente Santa Fe över Río San Juan floden kan man nå Costa Rica. Inom kommunen finns det endast ett begränsat vägnät, men på grusvägar kan man nå de östra delarna.
Det går också att ta sig till San Carlos med båt över Cocibolcasjöns från Granada via Altagracia på Ometepe. Längs floden Río San Juan finns det daglig båttrafik till Boca de Sábalos och El Castillo. Till kommunens västra delar kan man bara ta sig med båt. Det finns reguljär båttrafik till Solentinameöarna två gånger i veckan.
Har man bråttom till San Carlos går det att flyga, men det finns ingen reguljär trafik. Den 1,200 meter långa landningsbanan i betong ligger centralt i San Carlos, paralellt med vägen till Managua. 

## Religion
Kommunen firar sin festdag den 4 november till minne av Sankt Carlo Borromeo.

## Natur

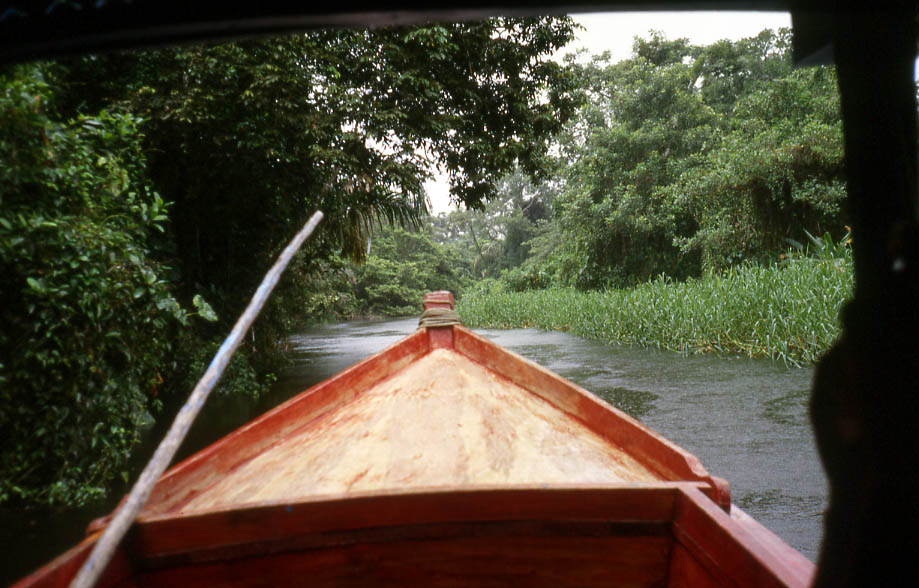
Naturreservatet Los Guatuzos

San Carlos är en del av biosfärområdet Río San Juan. I kommunen finns två nationella naturskyddsområden, dels nationamonumentet Solentinameöarna i Cocibolcasjön och dels viltreservatet Los Guatuzos mellan Cocibolcasjön och Río San Juan i norr och Costa Rica i söder.

## Kända personer från San Carlos
- Carlos A. Bravo (1882-1975), journalist och författare[8]
- Ernesto Cardenal (1925-), präst, författare och konstnär, grundade en artistkoloni på Solentinameöarna

## Bilder från San Carlos
|  |  |
|  |  |
|  |  |